# 周邶墩遗址
周邶墩遗址，位于江苏省扬州市高邮市卸甲镇 周邶墩村，是中华人民共和国江苏省文物保护单位之一。
2006年6月5日，授予江苏省文物保护单位，是一座古遗址。